# Wigstaartsabelvleugel
De wigstaartsabelvleugel (Pampa curvipennis synoniem: Campylopterus curvipennis) is een vogel uit de familie Trochilidae (kolibries).

## Verspreiding
Er zijn twee ondersoorten:
- P. curvipennis curvipennis in het oostelijke deel van Midden-Mexico van zuidoostelijk San Luis Potosí tot Veracruz, noordoostelijk Puebla en noordelijk Oaxaca.
- P. curvipennis exellens in zuidelijk Veracruz in het zuidoosten van Mexico. Deze ondersoort werd ook wel als aparte soort (langstaartsabelvleugel) beschouwd.